# Pott (spel)

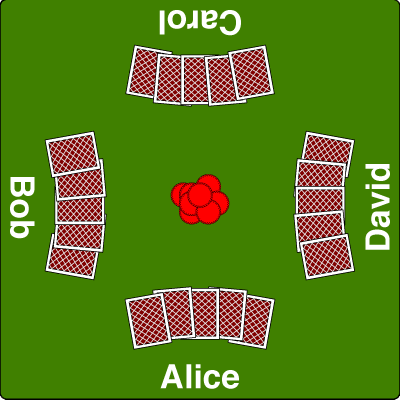
Pott i mitten av bordet.

Pott är en samling marker (eller pengar eller något annat) som man kämpar om i vissa hasardspel. Potten utgörs av de marker som deltagarna har satsat och ligger ofta i en hög i mitten av bordet. 
I poker har man normalt individuella högar med marker som varje deltagare lägger framför sig. Först efter avslutad satsningsrunda föses dessa högar ihop till den gemensamma högen i mitten. När man nu talar om "potten" (Hur mycket finns det i potten?) menar man summan av alla separata högar plus mittenhögen. Skälen till att ha separata högar är bara rent praktiska: man ser tydligt vad varje person satsat och vad denne är skyldig för att kunna syna eller höja. 